# Umělé kosmické těleso

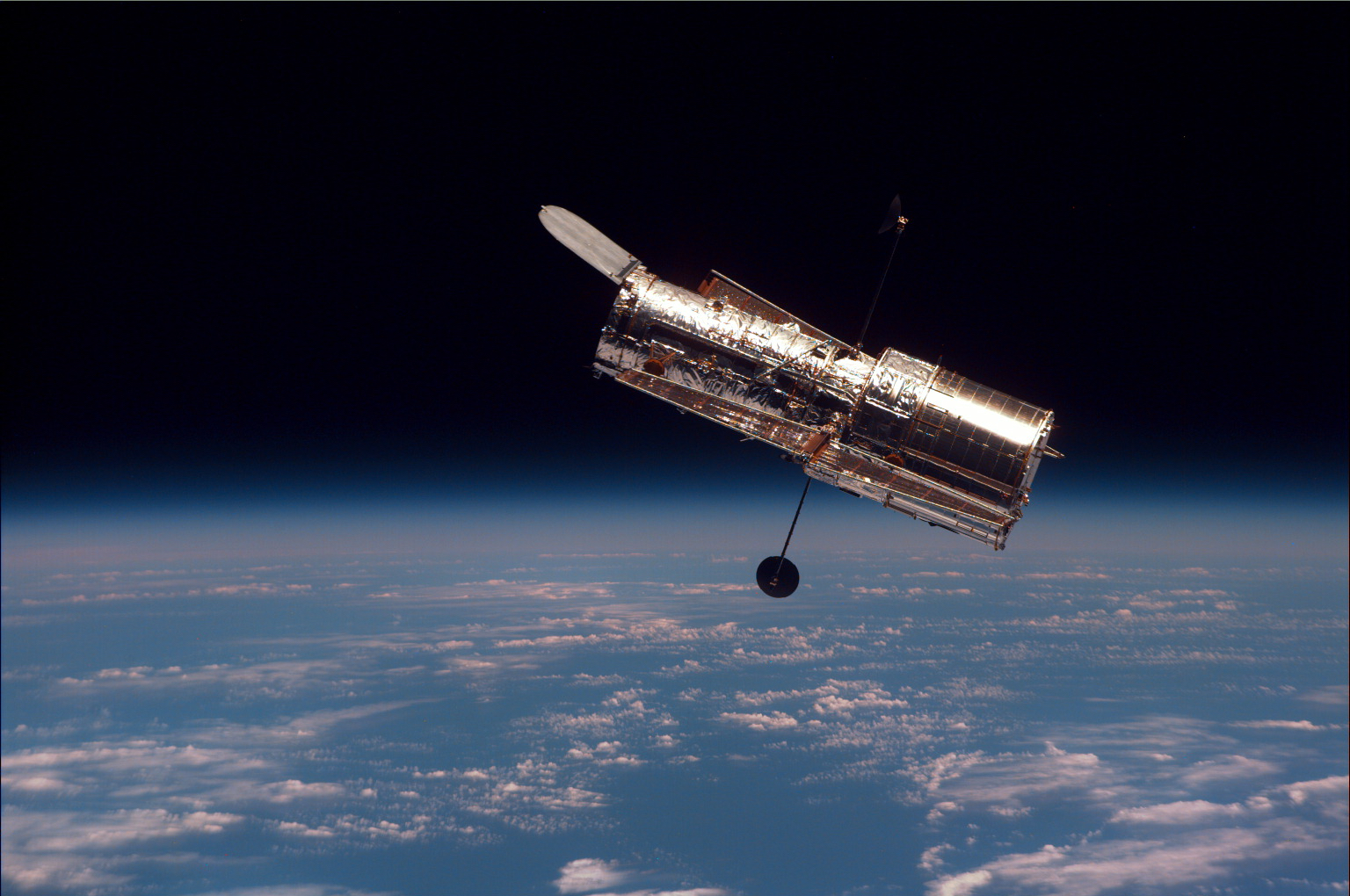
Hubbleův dalekohled

Umělé kosmické těleso je objekt, který se pohybuje vesmírem a byl vytvořený člověkem. Z hlediska funkce je rozdělujeme obvykle na:
- funkční kosmická tělesa, mezi něž patří umělé družice, kosmické sondy, kosmické lodě a vesmírné stanice,
- nefunkční kosmická tělesa, především od funkčních těles oddělené poslední stupně nosných raket a další již nepotřebné části či úlomky vzniklé rozpadem nebo explozí umělých kosmických těles, obvykle souhrnně označované jako kosmické smetí.

## Upřesnění pojmu
Umělá kosmická tělesa jsou dopravována na oběžnou dráhu obvykle nosnými raketami nebo  kosmickými raketoplány. Za kosmické těleso se obvykle podle definice přijaté mezinárodním komitétem pro kosmický výzkum COSPAR považuje takový hmotný objekt, který vykoná kolem Země nejméně jeden úplný oběh, nebo setrvá v kosmickém prostoru po dobu nejméně 90 minut. Vzhledem k tomu, že hranice kosmického prostoru nebyly dosud právně stanoveny, je tato definice značně vágní. Pro účely registrace světových rekordů souvisejících s kosmonautikou stanovila Mezinárodní letecká federace (FAI) jako hranici mezi atmosférou a kosmickým prostorem výšku 100 km nad geoidem.

## Historie
Prvním umělým kosmickým tělesem byla družice Sputnik 1, vypuštěná z kosmodromu Bajkonur 4. října 1957. Prvním československým umělým kosmickým tělesem byla družice Magion 1, vypuštěná sovětskou nosnou raketou 24. října 1978.

## Označování umělých kosmických těles
Pro systematické označování umělých kosmických těles zavedl COSPAR v roce 1957 tzv. mezinárodní označení, sestávající z letopočtu roku vypuštění tohoto tělesa na oběžnou dráhu a malého písmene řecké abecedy; v případě vyčerpání všech písmen pak kombinací dvou písmen. Tělesa, vypuštěná jednou nosnou raketou se odlišovala číselným indexem. Sputnik 1 měl v tomto systému označení 1957α2, poslední stupeň rakety, která jej vynesla, pak 1957α1. Vzhledem k problémům s počítačovým zpracováním těchto údajů v té době, byl od roku 1963 systém označování změněn; nyní sestává z letopočtu roku vypuštění, pomlčky, pořadového čísla úspěšného startu v daném kalendářním roce, doplněných velkým písmenem (nebo kombinací dvou či více písmen) anglické abecedy (s výjimkou písmen I a O), odlišujících jednotlivá tělesa vypuštěná jedinou nosnou raketou. Přitom první písmeno (A) či dle potřeby více písmen z počátku abecedy je vyhrazeno pro funkční kosmické objekty, další pro nefunkční objekty, nejprve pro poslední stupně nosné rakety, která funkční těleso (tělesa) vynesla do kosmického prostoru, další pak pro tzv. kosmické smetí. Např.  kosmická stanice ISS  má mezinárodní označení 1998-067A; jde tedy o funkční objekt vypuštěný při 67. úspěšném startu v roce 1998. 
Kromě toho kosmické velitelství amerických ozbrojených sil přiděluje v okamžiku jednoznačné identifikace umělého kosmického tělesa (funkčního či nefunkčního) a přesného stanovení jeho dráhy v kosmickém prostoru pořadové katalogové číslo, jehož maximální hodnota tak do určité míry odpovídá počtu registrovaných umělých kosmických těles.

## Počty registrovaných kosmických těles
(stav ke 4. 5. 2009)
| Stav       | Družice a sondy | Raketové stupně | Kosmické smetí | Celkem |
| ---------- | --------------- | --------------- | -------------- | ------ |
| Ve vesmíru | 3.341           | 1.836           | 9.041          | 14.218 |
| Zanikly    | 3.369           | 3.508           | 13.775         | 20.625 |
| Celkem     | 6.710           | 5.344           | 22.816         | 34.870 |